# Đinh Bộ Lĩnh
Pour les articles homonymes, voir Hoang.
Đinh Tiên Hoàng, né sous le nom Đinh Bộ Lĩnh en 924 et mort en 979 est le premier empereur du Đại Cồ Việt (ancêtre du Viêt Nam) de 968 à 979 et le fondateur de la dynastie des Đinh.

## Biographie
Jeune chef militaire, Đinh Tiên Hoàng fonde en 968 la dynastie des Đinh et le Đại Cồ Việt dont il se déclare empereur. Il met ainsi fin au déchirement dont le Viêt Nam de la dynastie Ngô était victime, partagé entre douze seigneurs de guerre depuis la mort de Ngô Quyền en 944.
C'est sous son règne que sont produites les premières monnaies vietnamiennes.

### La règne

#### La naissance du royaume Đại Cồ Việt.
En 968, Dinh Bo Linh monta sur le trône impérial, s'autoproclamant l'Empereur Dai Thang Minh Hoang De, établissant le nom de règne Đại Cồ Việt (Grand Viet), transféra sa capitale à la grotte de Hoa Lu, commençant la construction d'une nouvelle capitale, édifia des remparts et des fossés, construisit des palais royaux et établit les rites de la cour.
Le nom Đại Cồ Việt 大瞿越 signifie "Grand Viet". Dai est un mot sino-vietnamien signifiant "grand" ; Co est un mot vietnamien signifiant également "grand, vaste".
L'empereur Đinh Tiên Hoàng fit construire des palais royaux, établit les rites de la cour et définit les rangs des mandarins civils et militaires. Il conféra le titre de Đinh Quốc Công à Nguyễn Bặc, le titre de Ngoại giáp à Đinh Điền, nomma Lê Hoàn au poste de Thập Đạo tướng quân (Général de dix "đạo") et son fils Dinh Lien fut nommé Nam Việt Vương. L'empereur nomma 5 impératrices : Đan Gia, Trinh Minh, Kiều Quốc, Cồ Quốc và Ca Ông.
À partir de l'année 970, le nom d'ère Thai Binh fut établi. L'empereur Đinh Tiên Hoàng ordonna la frappe de la première monnaie en bronze du Vietnam, appelée la monnaie Thái Bình Hưng Bảo. La dynastie Đinh fut la première à jeter les bases du système financier et monétaire de l'État féodal vietnamien. Les monnaies Thai Binh étaient des pièces rondes en bronze avec un trou carré permettant de les enfiler. L'avers portait l'inscription "Thái Bình Hưng Bảo" et le revers le caractère "Đinh". La plupart des 70 dynasties suivantes frapperaient également leur propre monnaie en bronze.

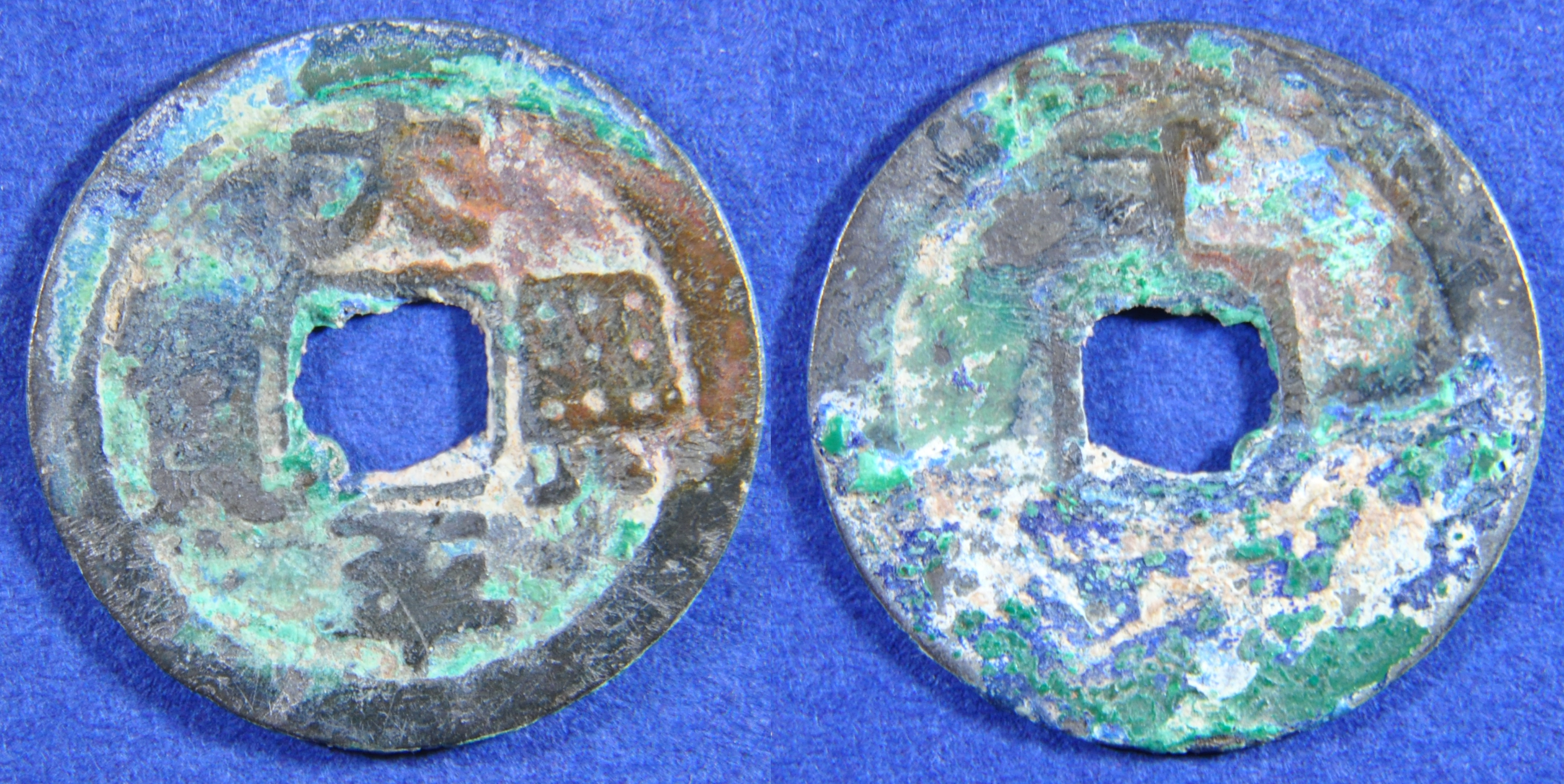
Thái Bình Hưng Bảo - Une monnaie d'une sapèque en bronze de Đinh Bộ Lĩnh

Sur le plan intérieur, sa politique fut marquée par un usage excessif des châtiments sévères. L'empereur voulait gouverner par la crainte. Il fit installer une grande chaudière d'huile bouillante dans la cour du palais et nourrir des tigres féroces dans une fosse, et décrétant : "Quiconque enfreindrait la loi serait jeté dans la chaudière, donné en pâture aux tigres". Tout le monde était terrifié et obéissait aveuglément.

Sur le plan militaire, l'empereur Đinh Tiên Hoàng organisa l'armée en "đạo" (corps d'armée), quân (régiments), lữ (bataillons), tốt (compagnies) et ngũ (escouades). Chaque đạo comprenait 10 quân, chaque quân 10 lữ, chaque lữ 10 tốt, chaque tốt 10 ngũ et chaque ngũ 10 hommes. L'armée Đinh comptait ainsi 10 đạo, soit environ 1 million d'hommes pour une population totale d'environ 3 millions d'habitants. L'empereur appliqua la politique de "ngụ binh ư nông" (cantonnement des troupes chez les paysans), une forme de conscription généralisée basée sur la paysannerie.